# Granobunus ferruguineus
Granobunus ferruguineus is een hooiwagen uit de familie Assamiidae.